# سام هاتون
سام هاتون (بالإنجليزية: Sam Hatton)‏ هو لاعب كرة قدم بريطاني في مركز الوسط، ولد في 7 فبراير 1988 في سانت ألبانز في المملكة المتحدة. شارك مع منتخب إنجلترا لكرة القدم C ‏. أما مع النوادي، فقد لعب مع ستيفيناغ بوروه وغريمسبي تاون ونادي ألدرشوت تاون ونادي نورثوود لكرة القدم.

## وصلات خارجية
- سام هاتون على موقع قاعدة بيانات كرة القدم.إي يو (الإنجليزية)
- سام هاتون على موقع Soccerbase.com (لاعب) (الإنجليزية)